# Zamek w Olsztynku
Zamek krzyżacki w Olsztynku – XIV-wieczny budynek w Olsztynku, położony na wzniesieniu, mieści się przy ulicy Zamkowej.
Zbudowany na polecenie komtura ostródzkiego Güntera von Hohensteina w latach 1349–1366 w stylu gotyckim z przeznaczeniem na siedzibę burgrabiego mającego za zadanie ściągać należności podatkowe oraz aby kontrolować szlak handlowy z południa na północ. W odróżnieniu od innych zamków krzyżackich nie był to klasztor ani siedziba komtura. Zamek zlokalizowano w miejscu gdzie wcześniej znajdował się pruski gród obronny. Założony na planie czworokąta, posiadał wieżę i mury obwodowe. Zamek miał trzy (lub cztery) skrzydła, co wynika również z XVII-wiecznego miedziorytu. Pod budynkami zamkowymi znajdowały się sklepione piwnice. Główne skrzydło znajdowało się od północy od strony miasta. W 2006 roku badania archeologiczne potwierdziły istnienie skrzydła południowego.

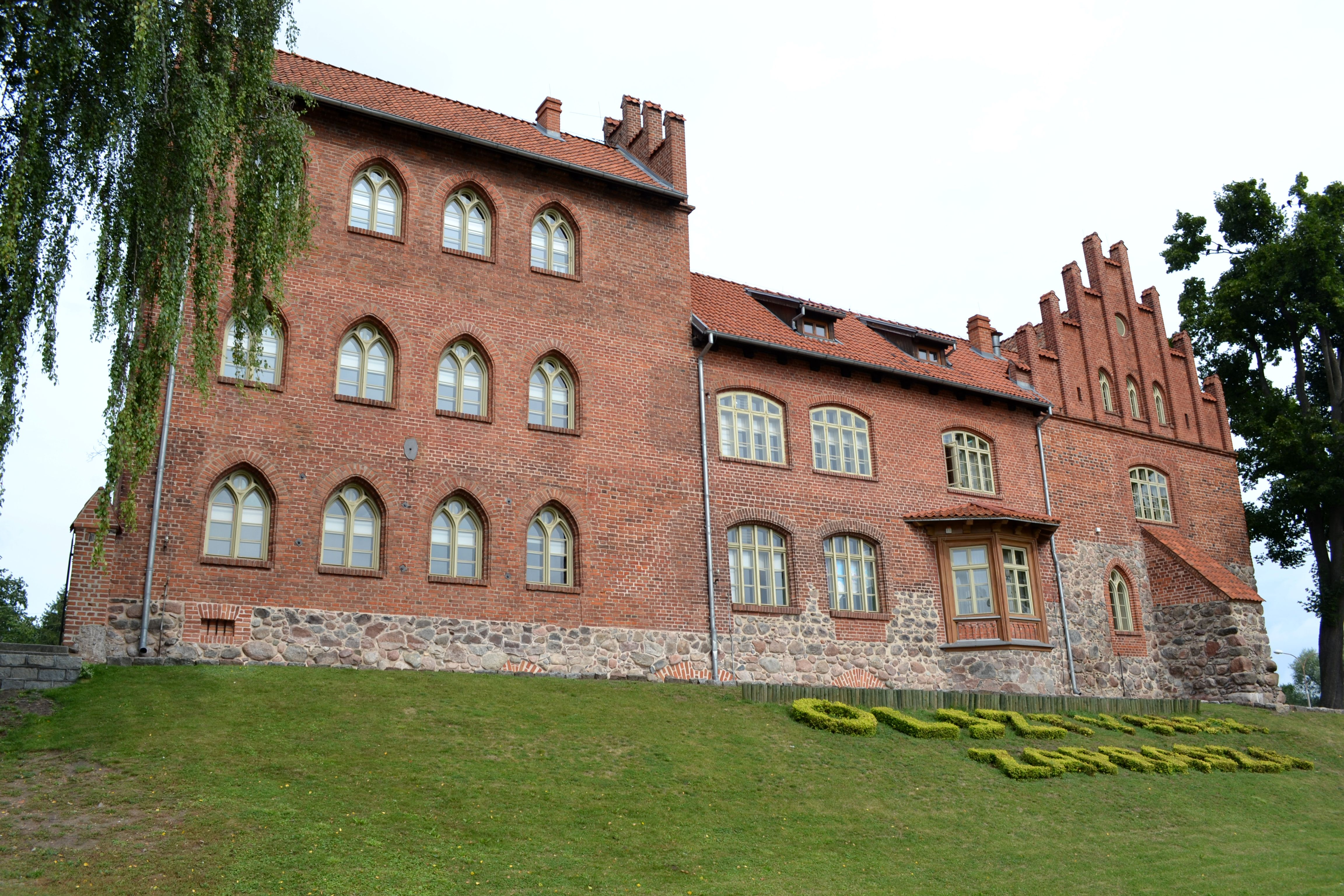

Po ukończeniu budowy na zamku gościł wielki mistrz Zakonu Krzyżackiego Winrich von Kniprode. W 1410 roku został opanowany przez mieszczan i oddany we władanie Władysława II Jagiełły. Uszkodzono go podczas wojny w 1414 roku. W 1610 został przejęty przez władze miasta, które urządziły z nim arsenał. Zniszczony przez Tatarów w 1656. W końcu XVIII wieku popadł w ruinę i ok. 1793 został częściowo rozebrany.
W latach 1847–1849 do zabudowań zamkowych dobudowano skrzydło wschodnie w stylu neogotyckim i przekształcono na gimnazjum, którego dyrektorem był m.in. historyk Max Toeppen, a uczyli się m.in. Herman Pełka i Emil Behring, pierwszy laureat nagrody Nobla w dziedzinie medycyny z 1901 r. za odkrycie działania antytoksyn (tablica pamiątkowa na dziedzińcu gimnazjum). Po II wojnie światowej zachowały się fragmenty zamku włączone w budynek szkolny oraz piwnice z krzyżowymi sklepieniami. Obecnie stanowi budynek Zespołu Szkół im. Krzysztofa Celestyna Mrongowiusza.